# Wikibase
Wikibase est un ensemble d'extensions de MediaWiki conçu pour recueillir, stocker, publier et rechercher des informations structurées dans un entrepôt logiciel doté d'un historique de modifications. Ses composants principaux sont le Wikibase Repository, une extension servant à stocker et gérer des données, et le Wikibase Client, qui sert à recueillir et publier les données structurées d'une base de données. Wikibase a été développé initialement pour créer le site Wikidata.
Les données de Wikibase consistent en des liens qui relient des entités (entities) dotées de plusieurs attributs structurés. Chaque entité reçoit un identifiant unique, une description (qui peut être déclinée en plusieurs langues) et des champs sémantiques servant à doter l'entité de propriétés. Celles-ci peuvent être d'autres entités de la base de données ou des informations textuelles.
Wikibase recueille et publie les données dans le Web et a recours à JavaScript pour la validation. Il fournit une Interface de programmation (API) pouvant être utilisé par des bots pour exporter ses données dans de multiples formats. 
En plus de propulser Wikidata, Wikibase est utilisé par l’Eagle Project d'Europeana, Lingua Libre et OpenStreetMap.